# Galátista
Galátista (Galatista) är en ort i Grekland.   Den ligger i prefekturen Chalkidike och regionen Mellersta Makedonien, i den nordöstra delen av landet, 280 km norr om huvudstaden Aten. Galátista ligger 449 meter över havet och antalet invånare är 2 537.
Terrängen runt Galátista är kuperad. Runt Galátista är det glesbefolkat, med 17 invånare per kvadratkilometer. Närmaste större samhälle är Polýgyros, 17,0 km sydost om Galátista. Trakten runt Galátista består till största delen av jordbruksmark.